# Theridion grecia
Theridion grecia är en spindelart som beskrevs av Claude Lévi 1959. Theridion grecia ingår i släktet Theridion och familjen klotspindlar. Inga underarter finns listade i Catalogue of Life.